# アメリア・アフハアマンゴ・トゥイプロトゥ
アメリア・アフハアマンゴ・トゥイプロトゥ（トンガ語: ʻAmelia Afuhaʻamango Tuʻipulotu）は、トンガの看護師、元保健大臣。
トゥイプロトゥは看護師として訓練を受け、オーストラリアとトンガで働いた。オーストラリア開発奨学金（ADS）を得てシドニー大学に留学し、2012年に看護学博士号を取得した初めてのトンガ人となった。卒業後はトンガ保健省に勤務し、トンガのバイオラ病院の看護師長となった。
2019年10月に、ポヒヴァ・トゥイオネトア内閣の保健大臣に任命された。トゥイプロトゥは、トンガ立法議会外から選出された唯一の閣僚である。
2020年5月に、世界保健機関（WHO）執行理事会の報告者に選出された。
2021年12月に、新たに選出されたシアオシ・ソバレニ首相は、トゥイプロトゥに代わって前任者のサイア・ピウカラを保健大臣に再任した。

## 栄典
勲章
- トンガ皇太子勲章（英語版）メンバー章（2021年7月6日）[7]